# Cedro Quemado
Cedro Quemado är en ort i Mexiko.   Den ligger i kommunen Tezonapa och delstaten Veracruz, i den sydöstra delen av landet, 270 km öster om huvudstaden Mexico City. Cedro Quemado ligger 122 meter över havet och antalet invånare är 191.
Terrängen runt Cedro Quemado är varierad. Runt Cedro Quemado är det ganska tätbefolkat, med 56 invånare per kvadratkilometer. Närmaste större samhälle är Cosolapa, 15,6 km nordost om Cedro Quemado. I omgivningarna runt Cedro Quemado växer huvudsakligen savannskog.